# Symphonica
Symphonica è un album live del cantautore inglese George Michael, uscito il 14 marzo 2014 attraverso l'Aegean e la Virgin EMI Records. È il primo album di nuove registrazioni di Michael dopo Patience.
L'album contiene le versioni per lo più live di canzoni del suo Symphonica Tour del 2011-12, di cui sei sue composizioni (il resto sono cover).
L'album è stato il lavoro finale da parte produttore statunitense Phil Ramone, morto nel marzo 2013. Il singolo di lancio, Let Her Down Easy, ha debuttato al numero 53 nella classifica britannica, nonostante la poca promozione. L'album invece ha debuttato alla prima posizione della classifica inglese ed ha venduto 49 989 copie nella prima settimana.

## Tracce

### Edizione standard
1. Through
2. My Baby Just Cares for Me
3. A Different Corner
4. Praying for Time
5. Let Her Down Easy
6. The First Time Ever I Saw Your Face
7. Feeling Good
8. John and Elvis Are Dead
9. One More Try
10. Cowboys and Angels
11. Idol
12. Brother, Can You Spare a Dime?
13. Wild Is the Wind
14. You've Changed

### Edizione deluxe
A differenza della edizione standard, contiene tre tracce extra live, tra cui You Have Been Loved (estratta da Older), Roxanne (estratta da Songs From The Last Century) e una versione inedita di Going to a Town
1. Through
2. My Baby Just Cares for Me
3. A Different Corner
4. Praying for Time
5. Let Her Down Easy
6. The First Time Ever I Saw Your Face
7. Feeling Good
8. John and Elvis Are Dead
9. Roxanne
10. One More Try
11. Going To a Town
12. Cowboys and Angels
13. Idol
14. Brother Can You Spare a Dime?
15. You Have Been Loved
16. Wild Is The Wind
17. You've Changed

## Classifiche
| Classifica (2014) | Posizione massima |
| ----------------- | ----------------- |
| Australia         | 11                |
| Austria           | 7                 |
| Belgio (Fiandre)  | 3                 |
| Belgio (Vallonia) | 4                 |
| Danimarca         | 2                 |
| Francia           | 15                |
| Germania          | 6                 |
| Irlanda           | 1                 |
| Italia            | 2                 |
| Norvegia          | 33                |
| Nuova Zelanda     | 14                |
| Paesi Bassi       | 2                 |
| Polonia           | 1                 |
| Portogallo        | 8                 |
| Regno Unito       | 1                 |
| Repubblica Ceca   | 5                 |
| Spagna            | 16                |
| Stati Uniti       | 60                |
| Svizzera          | 6                 |
| Ungheria          | 5                 |